# Balázsovits Odoricus
Balázsovits Odoricus (Mocsonok, 1810. december 12. – Nyitra, 1875. augusztus 11.) ferences rendi szerzetes.

## Élete
22 éves korában lépett a rendbe és 1833-ban szentelték fel. A bölcselet, majd a teológia lectora, 1856-tól pedig három évig a szláv misszió igazgatója lett. Hosszabb ideig a nyitrai rendház főnöki tisztét viselte, 1868-ban pedig tartományi vikáriussá léptették elő.

## Művei
- Xenium amoris. Posonii, 1865
- Brevis historia conventuum ordinis s. Francisci Seraphici reformatae provinciae Mariae Hungariae. Uo. 1869